# J. Stephanusstadion
Het J. Stephanusstadion is een multifunctioneel stadion in Keetmanshoop, een stad in Namibië. 
Het stadion wordt vooral gebruikt voor voetbalwedstrijden, de voetbalclub FC Fedics United maakt gebruik van dit stadion. In het stadion is plaats voor 1000 toeschouwers. 